# Internetová reklama

Typy internetových bannerů.

Internetová reklama, známá také jako online reklama, digitální reklama nebo webová reklama, představuje jeden z nástrojů internetového marketingu. Zahrnuje e-mailový marketing, marketing ve vyhledávačích (SEM), marketing na sociálních sítích, mnoho typů grafické reklamy (včetně webové bannerové reklamy) a mobilní reklamu. Reklamy jsou stále častěji poskytovány prostřednictvím automatizovaných softwarových systémů fungujících na různých webových stránkách, mediálních službách a platformách, pak se označují jako programatická reklama.

## Historie
Jedním z prvních inzerentů byla společnost Prodigy, firma vlastněná IBM a Sears. Prodigy použila online inzerci pro propagaci produktů značky Sears v letech 1980. Mezi další inzerenti patřil AOL, jeden z konkurentů firmy Prodigy[zdroj?].

## Základní formy reklamy
Můžeme rozlišit tyto základními formy internetové reklamy:
- plošná reklama,
- textová reklama,
- intextová reklama,
- video reklama,
- reklama do Facebook messengeru
- obsahová reklama
- e-mailová reklama
- search marketing (search engine marketing),
  - reklama ve vyhledávačích (Google, Seznam, Bing atd.)
  - přednostní a katalogové zápisy

Techniky pro marketing stránek
- optimalizace webových stránek pro vyhledávače (také známé jako SEO),
- nákup reklamy (plošné/bannerové, textové, intextové, přednostní zápisy)
- výměnná reklama
- virální marketing (obecně se nemusí týkat jenom marketingu stránek)
- marketing mimo internetové prostředí (reklama ztrácí interaktivitu)

Obchodní modely
- platba za proklik - CPC (cost per click)
- platba za zobrazení - CPM (cost per mile, platba za tisíc zobrazení), CPI (cost per impression, platba za impresi), CPT (cost per thousand, platba za tisíc zobrazení)
- platba za proklik s aukční cenou - PPC (pay per click), CPC (cost per click)
- platba za pevné umístění a čas - sponzorship, pronájem
- platba za akci, za provizi - CPA (cost per action) - platba za uskutečněnou objednávku, z ceny uskutečněné objednávky, registrace atd.
- platba za unikátní uživatele - cena za počet unikátních uživatelů, kteří zhlédli reklamu (klikly atd)
- platba za zhlédnutí videa / části videa
- platba za konverzi / prodej / získaný kontakt / uskutečněnou akci

### Plošná reklama /Bannerová reklama
Někdy nesprávně nazývána jako grafická reklama. Jde o klasickou bannerovou reklamu, do které spadají jak samotné bannery, ale i další formáty - ilayer, skyscrapper apod.

### Textová reklama
Textovou reklamou jsou myšleny jakékoliv placené či neplacené odkazy. Některé formáty jsou nazývány jako hypertexty. Často je můžeme najít jako backlinks. V dnešní době již existují firmy, které nabízejí jako produkt přímo tvorbu odkazové základny, tzv. linkbuilding, samozřejmě plně placený. Možná to není úplně čistá praktika, nicméně legální a funkční.

### Intextová reklama
Jedná se o reklamu zobrazující se přímo v textu webové stránky na základě aktivního chování uživatele internetu. Na webových stránkách se nezobrazuje klasická (bannerová) reklama, ale podtrhují se různá slova (odkazy) (většinou zeleně a dvojitě) a po najetí a setrvání kurzoru myši nad dvojitě podtrženým klíčovým slovem se zobrazí reklama. Ta může obsahovat buď textovou reklamu, textovou reklamu doplněnou o logo, flashovou reklamu nebo video-reklamu. Cílení je na konkrétní slova pro podtržení. Ve všech případech je cena za akci určená jako aukční známá z režimu v modelu PPC; v případě textových nebo textů s logem je placenou akcí klik a v případě obrazových – flashové nebo videoreklamy – je placenou akcí zobrazení bubliny.

### Přednostní a katalogové zápisy
Zápisy v katalozích. V Česku nejčastěji neplacené zápisy v odkazech Seznamu.cz a placené odkazy v kategoriích internetového katalogu Firmy.cz. Nově vznikl katalog Najisto.cz spojením katalogů Centra a Atlasu.

### Platba za proklik
Z anglického PPC - pay per click. Tyto systémy nabízejí buď reklamu, která se zobrazuje u výsledků vyhledávání (cílení podle vyhledávacího řetězce) a nebo reklamu zobrazující se u článků (užší pojetí pojmu kontextová reklama, cílení podle analýzy obsahu stránky; kontextu). Nejpoužívanějšími PPC systémy jsou Google Ads a Sklik. Za kliknutí platíte jen tolik, abyste přeskočili inzerenta bezprostředně za vámi. Z tohoto důvodu se často za klik platí méně než je nabízená maximální cena za proklik.

### Platba za zobrazení
Platí se za počet zobrazení. Standardní jednotkou je tisíc zobrazení (latinsky mile) - CPM (cost per mile) nebo též používané CPT (cost per thousand). Může se účtovat po jednom zobrazení - CPI (cost per impression). Cena stejné vizuální reklamy může být různá podle umístění. Platba za zobrazení se používá při programatickém nákup přes RTB, kterým se nakupuje reklama v obsahové síti nebo video reklamy. I když se může platba za zobrazení zdát méně vyhodná než za proklik (platíte pouze při prokliku), RTB nabízí přednosti jako je podrobnější možnosti cílení, větší nabídka webů, kde se může reklama zobrazit a také širší možnosti reklamních formátů.

### Platba za klik, za uživatele
Cena za kliknutí CPC (cost per click) nebo za počet unikátních uživatelů, kteří reklamu zhlédli.

## Platba za akci, provize
Cena se počítá až po určité akci na stránkách inzerenta. Cena může být pevně daná (typicky za registraci) nebo proměnlivá podle vzniklé hodnoty z akce (provize z objednávky). Akce mohou být dlouhodobé (provize za všechny objednávky do X měsíců "přivedeného" zákazníka). Platby mohou být v kombinaci s výše uvedenými (zpravidla CPM + CPA). Vyžaduje nasazení pomocných kódů a měření ve stránkách inzerenta.
Nejen u e-shopu se tento způsob označuje jako affiliate marketing - jakýsi partnerský či provizní systém, kde se platí až za přivedený výkon.

## Online reklama
V užším pojetí termín online reklama znamená to stejné, jako internetová reklama. V širším pojetí zahrnuje veškerou reklamu, která se šíří jakýmikoliv elektronickými kanály (médii), tedy je to i mobilní reklama, reklama vztažená k místu – GPS, internetová reklama.

## Blokování reklamy na internetu
Internetovou reklamu je možné z velké části blokovat. V roce 2017 celosvětově některou z forem internetové reklamy blokovalo zhruba 615 milionů uživatelů. Množství uživatelů, kteří reklamu blokují, se liší. V Česku internetovou reklamu blokuje zhruba 10 % uživatelů internetu.
Možností, jak reklamu blokovat, je mnoho. Prohlížeč Chrome spustil 15. února 2018 blokátor, který automaticky ukrývá nejagresivnější druhy reklam všem uživatelům. Reklamy, které nesplňují daná kritéria, se uživatelům nezobrazí. Nicméně v praxi tato funkce jako agresivní vyhodnotí jen malý zlomek reklamních formátů.
Celosvětově nejpopulárnější je doplněk AdBlock Plus. Ten má na celém světě zhruba 100 milionů uživatelů. Rozšíření je dostupné pro prohlížeče Google Chrome, Opera, Mozilla Firefox, Safari, Internet Explorer, Microsoft Edge a Maxthon. Internetové stránky čistí od reklam, a urychluje tak jejich načítání. Další populární blokátory reklam jsou µBlock Origin a Ad Muncher.

## Kontroverze
Internetovou reklamu lze snadno zneužít ke sledování pohybu lidí.